# 8335 Sarton
8335 Sarton (1984 DD1) là một tiểu hành tinh vành đai chính được phát hiện ngày 28 tháng 2 năm 1984 bởi H. Debehogne ở Đài thiên văn Nam Âu.